# خط کاواگوئه
خط کاواگوئه (به ژاپنی: 川越線, Kawagoe-sen) یکی از خطوط قطار شرکت راه‌آهن شرق ژاپن است. این خط  ایستگاه اومیا در استان سایتاما را به ایستگاه کوماگاوا در همان استان متصل می‌کند. در حال حاضر مسیر اصلی دارای ۱۱ ایستگاه می‌باشد.